# Cadell ap Brochfael
Cadell ap Brochfael va ser un rei de Powys que visqué al segle viii. Succeí el seu pare Brochfael al tron quan aquest morí al 773. El succeí el seu fill Cyngen.